# 一首來自兩顆心的歌/鑽石
《一首來自兩顆心的歌/鑽石》（One Song From Two Hearts/ダイヤモンド）是可苦可樂的第23張CD單曲。於	2013年7月24日由Warner Music Japan發售。

## 簡介
前作《紙飛機》之後約8個月發行。

## 收錄曲
全編曲：可苦可乐
1. 一首來自兩顆心的歌（One Song From Two Hearts）作詞・作曲：小淵健太郎、黑田俊介
美津濃棒球 廣告歌
2. 鑽石 作詞・作曲：小淵健太郎
2013 ABC夏季高校棒球應援歌/熱鬪甲子園主題曲
3. Love Letter（ラブレター） 作詞・作曲：小淵健太郎
4. 一首來自兩顆心的歌（Instrumental）
5. 鑽石（Instrumental）
6. Love Letter（Instrumental）
7. 未來郵票（未来切手）（Live ver. 粉絲團限定版收錄）

## 外部連結
- 一首來自兩顆心的歌/鑽石（页面存档备份，存于）